# Stephanocircus pectinipes
Stephanocircus pectinipes är en loppart som beskrevs av Rothschild 1915. Stephanocircus pectinipes ingår i släktet Stephanocircus och familjen Stephanocircidae. Inga underarter finns listade i Catalogue of Life.